# Cybocephalus salsus
Cybocephalus salsus is een keversoort uit de familie Cybocephalidae. De wetenschappelijke naam van de soort is voor het eerst geldig gepubliceerd in 1988 door Kirejtshuk.